# Enguerrand III, signore di Coucy
Enguerrand III, signore di Coucy (1182 circa – 1242), è stato un nobile francese.

## Biografia
Era figlio del nobile Ralph I, signore di Coucy, e nel 1187 viene menzionato per la prima volta in una donazione fatta dal padre a un monastero. Nel 1190 il padre fece testamento e di lì a poco morì, trasmettendo i titoli al figlio primogenito.
Nel corso degli anni riuscì ad aumentare la propria influenza acquisendo la signoria di Roucy e la contea del Perche. Non molto è noto delle attività di Enguerrand, se non che combatté contro i sovrani d'Inghilterra per conto del regno di Francia, e doveva essere quindi molto importante dato che riuscì a legarsi familiarmente a molti uomini politici dell'epoca come il duca di Baviera Enrico il Leone e re Alessandro II di Scozia. Fece costruire per sé e la famiglia il castello di Coucy.

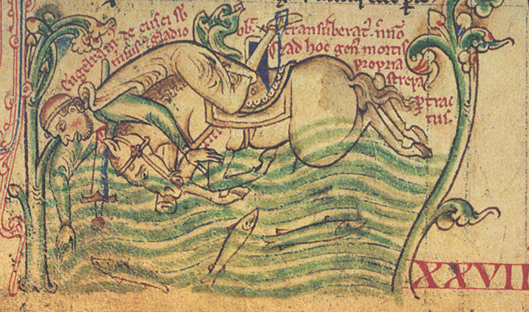
La morte di Enguerrand III de Coucy in una miniatura medievale

Morì nel 1242 in modo fortuito, cadendo da cavallo e trafiggendosi accidentalmente con la propria spada. Venne succeduto dal primogenito Raoul II.

## Discendenza
Enguerrand III de Coucy si sposò con Eustachia di Vignory, morta attorno al 1204 e che non gli diede figli. Si risposò presto con Matilde di Sassonia, ma l'unione si rivelò infelice e dopo alcuni anni ella ottenne il divorzio. Il signore di Coucy si sposò per la terza volta con Maria di Montmirail, e da questa unione ebbe cinque figli:
- Raoul II, signore di Coucy;
- Enguerrand IV, signore di Coucy;
- Jean;
- Maria, regina consorte di Scozia in quanto moglie di re Alessandro II;
- Alice.